# The Great American Bash 1998
The Great American Bash (1998) fu la dodicesima edizione del pay-per-view di wrestling della serie Great American Bash, l'ottava ad essere prodotta dalla World Championship Wrestling. L'evento si svolse il 14 giugno 1998 presso la Baltimore Arena di Baltimora, Maryland.

## Evento
Booker T e Chris Benoit si erano scontrati varie volte nelle settimane precedenti l'evento per determinare il primo sfidante al titolo WCW World Television Championship che Booker aveva perso contro Fit Finlay nella puntata del 4 maggio 1998 di Nitro, per colpa di una distrazione causatagli da Benoit. Dean Malenko fu squalificato dopo aver colpito Chris Jericho con una sedia d'acciaio. Questo match era stato sancito dopo che Malenko era stato privato del titolo Cruiserweight a seguito delle sue azioni a Slamboree un mese prima. Quando Konnan venne sconfitto da Bill Goldberg, Curt Hennig e Rick Rude tradirono Konnan e lo assalirono, unendosi alla fazione nWo Hollywood. Secondo la particolare stipulazione del main event, il vincitore del match sarebbe entrato in possesso dell'altra metà dei titoli di coppia ed avrebbe potuto trovarsi un nuovo partner di tag team. Sting si aggiudicò l'incontro battendo The Giant e scelse Kevin Nash, anch'esso membro del nWo Wolfpac, come nuovo partner.

## Risultati
| N. | Risultati                                                                             | Stipulazione                                                      | Durata |
| -- | ------------------------------------------------------------------------------------- | ----------------------------------------------------------------- | ------ |
| 1  | Booker T sconfigge Chris Benoit                                                       | Single match (finale della serie "best of seven")                 | 16:20  |
| 2  | Kanyon sconfigge Perry Saturn                                                         | Single match                                                      | 14:46  |
| 3  | Chris Jericho sconfigge Dean Malenko per squalifica                                   | Single match per il vacante WCW Cruiserweight Championship        | 13:52  |
| 4  | Juventud Guerrera sconfigge Reese (con Lodi)                                          | Single match                                                      | 08:45  |
| 5  | Chavo Guerrero Jr. sconfigge Eddie Guerrero                                           | Single match                                                      | 14:46  |
| 6  | Booker T sconfigge Fit Finlay (c)                                                     | Single match per il WCW World Television Championship             | 13:13  |
| 7  | Goldberg (c) sconfigge Konnan (con Rick Rude & Curt Hennig)                           | Single match per il WCW United States Heavyweight Championship    | 06:00  |
| 8  | Hollywood Hogan & Bret Hart (con The Disciple) sconfiggono Roddy Piper & Randy Savage | Tag team match                                                    | 11:40  |
| 9  | Roddy Piper sconfigge Randy Savage                                                    | Single match                                                      | 01:37  |
| 10 | Sting sconfigge The Giant                                                             | Single match per il controllo del WCW World Tag Team Championship | 06:40  |